# آنا باولا أوليفيرا
آنا باولا أوليفيرا (بالبرتغالية: Ana Paula Oliveira‏) هي عارضة أزياء ومقدمة تلفزيونية وحكمة كرة القدم برازيلية، ولدت في 26 مايو 1978 في ساو باولو في البرازيل.

## وصلات خارجية
- الموقع الرسمي